# Korean FA Cup 1996
Der Korean FA Cup 1996 war die 1. Austragung des Fußball-Pokalwettbewerbs für südkoreanische Vereinsmannschaften sein. An der Saison nahmen insgesamt 16 Teams teil (die 9 Profivereine, sowie 7 weitere Halbprofi-/Amateurvereine). Erster Titelgewinner wurden die Pohang Atoms.
Das Pokalturnier begann am 30. November 1996 mit dem Achtelfinale.

## Teilnehmende Mannschaften
| Jeonju |

| Gwangyang |

| Pohang |

| Suwon |

| Ulsan |

| Bucheon |

| Busan |

| Anyang |

| Cheonan |

Folgende Mannschaften haben sich sportlich qualifiziert:
| Professional Tournament die 9 Vereine der Professional Tournament 1996 | Nationale Universitätsliga die 4 besten Vereine der KNU-League 1995                   | Nationale Halbprofiliga die 3 besten Vereine der KSPF-League 1995 |
| - Bucheon Yukong - Anyang LG Cheetahs - Cheonan Ihlwa Chunma - Pohang Atoms - Pusan Daewoo Royals - Ulsan Hyundai Horang-i - Jeonbuk Dinos - Chunnam Dragons - Suwon Samsung Bluewings | - Yonsei University - Chung-Ang University - Yeungnam University - Hongik-Universität | - E-Land Puma FC - Sangmu FC - Kookmin Bank FC                    |

## Achtelfinale
Die Spiele des Achtelfinales fanden am 30. November 1996 statt. In der Klammer ist die jeweilige Ligaebene angegeben, in der der Verein in der Saison 1996 spielte. Ein „U“ steht für eine Universitäts- und ein „A“ steht für eine Halbprofi-Mannschaft, welche nicht aus der Profiliga kam.
|                             | Ergebnis        |                          |
| --------------------------- | --------------- | ------------------------ |
| Suwon Samsung Bluewings (I) | 4:3 n. V.       | Yonsei University (U)    |
| Cheonan Ihlwa Chunma (I)    | 3:2             | E-Land Puma FC (A)       |
| Bucheon Yukong (I)          | 5:3             | Chung-Ang University (U) |
| Jeonbuk Dinos (I)           | 1:1 (4:1 i. E.) | Sangmu FC (A)            |
| Pohang Atoms (I)            | 1:0             | Kookmin Bank FC (A)      |
| Ulsan Hyundai Horang-i (I)  | 2:1             | Anyang LG Cheetahs (I)   |
| Chunnam Dragons (I)         | 1:0             | Yeungnam University (U)  |
| Pusan Daewoo Royals (I)     | 1:0             | Hongik-Universität (U)   |

## Viertelfinale
Die Spiele des Viertelfinales fanden am 2.- und 3. Dezember 1996 im Jinju-Gongseol-Stadion statt. In der Klammer ist die jeweilige Ligaebene angegeben, in der der Verein in der Saison 1996 spielte.
|                             | Ergebnis        |                          |
| --------------------------- | --------------- | ------------------------ |
| Suwon Samsung Bluewings (I) | 5:2             | Cheonan Ihlwa Chunma (I) |
| Bucheon Yukong (I)          | 3:3 (3:2 i. E.) | Jeonbuk Dinos (I)        |
| Pohang Atoms (I)            | 1:0             | Chunnam Dragons (I)      |
| Ulsan Hyundai Horang-i (I)  | 1:0             | Pusan Daewoo Royals (I)  |

## Halbfinale
Die Spiele des Halbfinales fanden am 5. Dezember 1996 im Jinju-Gongseol-Stadion statt. In der Klammer ist die jeweilige Ligaebene angegeben, in der der Verein in der Saison 1996 spielte.
|                             | Ergebnis |                            |
| --------------------------- | -------- | -------------------------- |
| Suwon Samsung Bluewings (I) | 3:1      | Bucheon Yukong (I)         |
| Pohang Atoms (I)            | 1:0      | Ulsan Hyundai Horang-i (I) |

## Finale
Das Finalspiel fand am 7. Dezember 1996 im Jinju-Gongseol-Stadion statt. In der Klammer ist die jeweilige Ligaebene angegeben, in der der Verein in der Saison 1996 spielte.
|                  | Ergebnis        |                             |
| ---------------- | --------------- | --------------------------- |
| Pohang Atoms (I) | 0:0 (7:6 i. E.) | Suwon Samsung Bluewings (I) |

## Auszeichnungen
- MVP: Jo Jin-ho (Pohang Atoms)
- Torschützenkönig:  Denis Laktionov (4 Tore, Suwon Samsung Bluewings)